# اگنفلدن
شهر اگنفلدن در ایالت بایرن در کشور آلمان واقع شده است.